# 克里斯蒂娜·吉拉尔
克里斯蒂娜·吉拉尔（法語：Christine Girard，1985年1月3日—），加拿大女子举重运动员。她曾代表加拿大参加2008年和2012年夏季奥林匹克运动会举重比赛，获得一枚金牌和一枚铜牌。